# Листвянка (Тяжинський округ)
Листвя́нка (рос. Листвянка) — селище у складі Тяжинського округу Кемеровської області, Росія.

## Населення
Населення — 644 особи (2010; 788 у 2002).
Національний склад (станом на 2002 рік):
- росіяни — 93 %